# Montrose (Colorado)
Montrose ist eine City im Montrose County im US-Bundesstaat Colorado, die im Jahr 2020 laut Volkszählung des US Census Bureau 20.291 Einwohner hatte. Montrose ist eine Home Rule Municipality und County Seat von Montrose County.

## Geographie
Die geographischen Koordinaten von Montrose sind 38° 29′ N, 107° 52′ W (38,476952, −107,865544). Montrose liegt am U.S. Highway 50, der die Vereinigten Staaten von Westen nach Osten durchquert. U.S. Highway 550 zweigt hier als Zubringer in Richtung Albuquerque ab.
Nach den Angaben des United States Census Bureaus hat die Stadt eine Gesamtfläche von 29,7 km², die vollständig auf Landfläche entfällt.

## Geschichte
Montrose wurde am 2. Mai 1882 als Stadt eingetragen. Namensgeber war Sir Walter Scotts Legend of Montrose. Der Bau der Denver and Rio Grande Western Railroad nach Westen in Richtung Grand Junction erreichte Montrose im späteren Verlauf des Jahres 1882 und Montrose wurde ein wichtiger Umschlagsplatz, da von hier eine Stichbahn nach Süden abzweigte, um die mineralreichen San Juan Mountains zu bedienen.
1909 wurde der Gunnison Tunnel eröffnet, durch den Wasser aus dem Gunnison River im Black Canyon ins Uncompahgre Valley geleitet wurde, um der Landwirtschaft zur Bewässerung zu dienen.
Heute ist Montrose Ausgangspunkt für die Besucher des Black-Canyon-of-the-Gunnison-Nationalparks östlich der Stadt und im Winter zu den Skigebieten in den San Juan Mountains. Durch den Wintersport-Tourismus ist der Regionalflughafen Montrose Regional Airport vor allem im Winter ausgelastet. Nur die Verbindung nach Denver wird das ganze Jahr über bedient, die Flüge zu anderen Zielen werden nur saisonal angeboten.

## Demographie
Zum Zeitpunkt des United States Census 2000 bewohnten 12.344 Personen die Stadt. Die Bevölkerungsdichte betrug 415,5 Personen pro km². Es gab 5581 Wohneinheiten, durchschnittlich 187,9 pro km². Die Bevölkerung von Montrose bestand zu 89,01 % aus Weißen, 0.444 % Schwarzen oder Afroamerikanern, 0,98 % Indianern, 0,58 % Asiatischen Amerikanern, 0,07 % Pazifischen Insulanern, 6,55 % gaben an, anderen Rassen anzugehören und 2,38 % nannten zwei oder mehr Rassen. 17,36 % der Bevölkerung erklärten, Hispanics oder Latinos jeglicher Rasse zu sein.
Die Bewohner verteilten sich auf 5244 Haushalte, von denen in 28,2 % Kinder unter 18 Jahren lebten. 49,8 % der Haushalte stellten Verheiratete, 10,2 % hatten einen weiblichen Haushaltsvorstand ohne Ehemann und 36,7 % bildeten keine Familien. 31,9 % der Haushalte bestanden aus Einzelpersonen und in 16,2 % aller Haushalte lebte jemand im Alter von 65 Jahren oder mehr alleine. Die durchschnittliche Haushaltsgröße betrug 2,29 und die durchschnittliche Familiengröße 2,88 Personen.
Die Stadtbevölkerung verteilte sich auf 23,9 % Minderjährige, 7,2 % 18–24-Jährige, 25,8 % 25–44-Jährige, 22,5 % 45–64-Jährige und 15,3 % im Alter von 65 Jahren oder mehr. Das Durchschnittsalter betrug 40 Jahre. Auf jeweils 100 Frauen entfielen 90,8 Männer. Bei den über 18-Jährigen entfielen auf 100 Frauen 87,2 Männer.
Das mittlere Haushaltseinkommen in Montrose betrug 33.750 US-Dollar und das mittlere Familieneinkommen erreichte die Höhe von 42.017 US-Dollar. Das Durchschnittseinkommen der Männer betrug 30.674 US-Dollar, gegenüber 21.067 US-Dollar bei den Frauen. Das Pro-Kopf-Einkommen in Montrose war 18.097 US-Dollar. 14,7 % der Bevölkerung und 11,3 % der Familien hatten ein Einkommen unterhalb der Armutsgrenze, davon waren 19,9 % der Minderjährigen und 9,8 % der Altersgruppe 65 Jahre und mehr betroffen.

## Verkehr
Der Montrose Regional Airport befindet sich 1 km nordwestlich der Stadt.

## Söhne und Töchter der Stadt
- Al Taliaferro (1905–1969), Comic-Zeichner
- Dalton Trumbo (1905–1976), Drehbuch- und Romanautor

## Trivia
- Montrose ist auch einer der wichtigsten Schauplätze des Computerspiels Homefront.[3]